# Le 13ème caprice
Le 13ème caprice è un film del 1967 diretto da Roger Boussinot.

## Trama
Il giovane insegnante François, viene sedotto da Fanny, conosciuta alla festa di San Silvestro per poi trascorrere la notte a casa sua. Golo, l'amante di Fanny, è in evidente stato di ubriachezza e tenta di entrare nell'appartamento; ma Fanny non gli apre. A questo punto Fanny spiega a François che Golo pur di vederla felice, è disposto a soddisfare ogni suo capriccio, ed il tredicesimo capriccio, avrebbe dovuto essere un'automobile nuova, ma Fanny ha preferito lui.

## Conosciuto anche come
- 2014 - Italia (titolo DVD): Ti ho avuto per una notte